# American Journal of Physiology
Das American Journal of Physiology, abgekürzt Am. J. Physiol. bzw. AJP, ist eine wissenschaftliche Fachzeitschrift, die im Jahr 1898 gegründet wurde und von der American Physiological Society veröffentlicht wird. Im Jahr 1977 wurde der Vielfältigkeit des Fachs Physiologie Rechnung getragen und die Zeitschrift nach Gebieten aufgeteilt. In den Jahren 1980 und 1989 erfolgten weitere Abspaltungen. Derzeit erscheinen sieben Zeitschriften unter dem Dach des American Journal of Physiology:
- American Journal of Physiology – Endocrinology and Metabolism, abgekürzt Am. J. Physiol.-Endocrinol. Metab. gegründet 1977, ISSN 0193-1849. Die Seitennummerierung beginnt mit dem Buchstaben E. Der Impact Factor lag im Jahr 2014 bei 3,785. Nach der Statistik des ISI Web of Knowledge wird das Journal mit diesem Impact Factor in der Kategorie Physiologie an 18. Stelle von 83 Zeitschriften und in der Kategorie Endokrinologie und Metabolismus an 42. Stelle von 128 Zeitschriften geführt.[2]
- American Journal of Physiology – Cell Physiology, abgekürzt Am. J. Physiol.-Cell Physiol. gegründet 1977, ISSN 0363-6143. Die Seitennummerierung beginnt mit dem Buchstaben C. Der Impact Factor lag im Jahr 2014 bei 3,78. Nach der Statistik des ISI Web of Knowledge wird das Journal mit diesem Impact Factor in der Kategorie Physiologie an 19. Stelle von 83 Zeitschriften und in der Kategorie Zellbiologie an 73. Stelle von 184 Zeitschriften geführt.[2]
- American Journal of Physiology – Gastrointestinal and Liver Physiology, abgekürzt Am. J. Physiol.-Gastroint. Liver Physiol. gegründet 1980, ISSN 0193-1857. Die Seitennummerierung beginnt mit dem Buchstaben G. Der Impact Factor lag im Jahr 2014 bei 3,798. Nach der Statistik des ISI Web of Knowledge wird das Journal mit diesem Impact Factor in der Kategorie Physiologie an 17. Stelle von 83 Zeitschriften und in der Kategorie Gastroenterologie und Hepatologie an 21. Stelle von 76 Zeitschriften geführt.[2]
- American Journal of Physiology – Heart and Circulatory Physiology, abgekürzt Am. J. Physiol.-Heart Circul. Physiol. gegründet 1977, ISSN 0363-6135. Die Seitennummerierung beginnt mit dem Buchstaben H. Der Impact Factor lag im Jahr 2014 bei 3,838. Nach der Statistik des ISI Web of Knowledge wird das Journal mit diesem Impact Factor in der Kategorie Physiologie an 16. Stelle von 83 Zeitschriften, in der Kategorie periphere Gefäßerkrankungen an 14. Stelle von 60 Zeitschriften und in der Kategorie Herz-Kreislaufsystem an 33. Stelle von 123 Zeitschriften geführt.[2]
- American Journal of Physiology – Renal Physiology, abgekürzt Am. J. Physiol.-Renal Physiol. gegründet 1977, ISSN 0363-6127. Die Seitennummerierung beginnt mit dem Buchstaben F. Der Impact Factor lag im Jahr 2014 bei 3,248. Nach der Statistik des ISI Web of Knowledge wird das Journal mit diesem Impact Factor in der Kategorie Physiologie an 22. Stelle von 83 Zeitschriften und in der Kategorie Urologie und Nephrologie an 16. Stelle von 76 Zeitschriften geführt.[2]
- American Journal of Physiology – Lung Cellular and Molecular Physiology, abgekürzt Am. J. Physiol.-Lung Cell Mol. Physiol. gegründet 1989, ISSN 1040-0605. Die Seitennummerierung beginnt mit dem Buchstaben L. Der Impact Factor lag im Jahr 2014 bei 4,08. Nach der Statistik des ISI Web of Knowledge wird das Journal mit diesem Impact Factor in der Kategorie Physiologie an 14. Stelle von 83 Zeitschriften und in der Kategorie Atemwegssystem an zehnter Stelle von 57 Zeitschriften geführt.[2]
- American Journal of Physiology – Regulatory, Integrative and Comparative Physiology, abgekürzt Am. J. Physiol.-Regul. Integr. Comp. Physiol. gegründet 1977, ISSN 0363-6119. Die Seitennummerierung beginnt mit dem Buchstaben R. Der Impact Factor lag im Jahr 2014 bei 3,106. Nach der Statistik des ISI Web of Knowledge wird das Journal mit diesem Impact Factor in der Kategorie Physiologie an 25. Stelle von 83 Zeitschriften geführt.[2]